# Волзьке козацьке військо

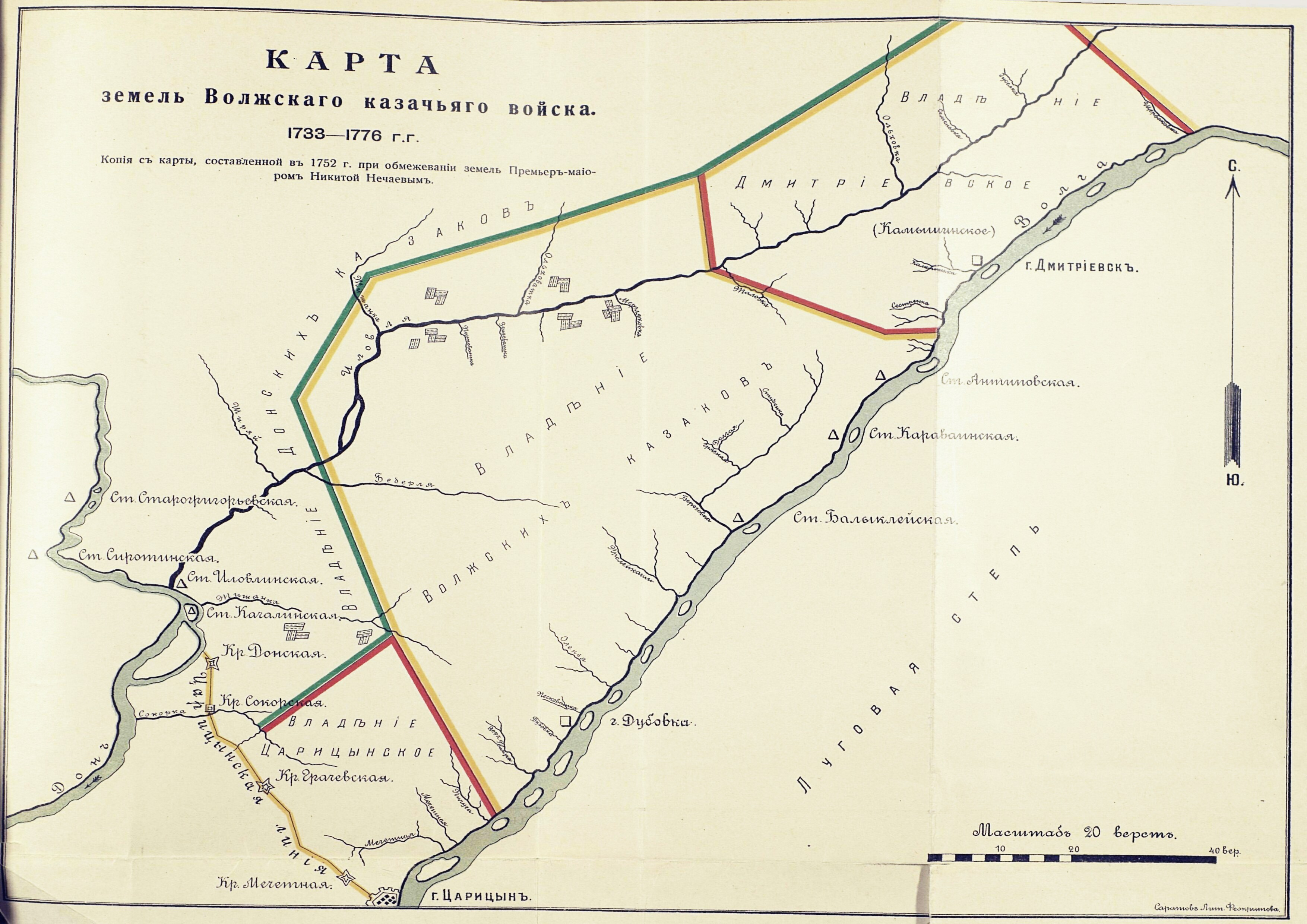
Землі волзьких козаків розташовувалися на північ від Царицина (зараз — Волгоград)

Волзьке козацьке військо - військове формування Російської імперії спочатку у Надволжі й згодом на Терщині у 18 сторіччі.

## Волзьке козацьке військо у Надволжі
Указом імператриці Анни Іванівни від 15 січня 1732 з Дону на Волгу було переселено 1057 сімей козаків. Їх поселили на землях між Царициним та Камишиним. 10 березня 1732 козакам, поселеним на Царицинській лінії, було наказано скласти єдине Волзьке козацьке військо. Головним містом Волзького війська стало місто Дубовка.

### Пугачовське повстання
Під час селянської війни у Росії на чолі з Омеляном Пугачовим надволзькі козаки стали на сторону нового Государя.

## Волзьке козацьке військо на Терщині
Після придушення повстання наказом імператриці Катерини ІІ від 5 травня 1776 більшу частину козаків Волзького козацького війська виселили в станицю Кавказька, а потім до П'ятигорська на Азовсько-Моздоцьку лінію (смугу) із зарахуванням до складу Астраханського козацького війська. 
11 квітня 1786 Волзьке козацьке військо було виділене зі складу Астраханського війська й увійшло до складу козаків Кавказької лінії.

## Волзькі полки у Кавказькому козацькому війську
У лютого 1799 Волзьке козацьке військо перетворено у Волзький полк. 14 лютого 1845 сформовано 1-й і 2-й Волзькі полки, що склали 6-ту Волзьку бригаду Кавказького лінійного козацького війська. 20 березня 1858 бригада дістала назву 7-ї (Волзької) бригади Кавказького лінійного козацького війська.

## Волзькі полки у Терському козацькому війську
1860 року станиці волзьких козаків зараховано до Терського козацького війська й укомплектовано 1-й, 2-й і 3-й Волзькі полки, що складали 1-шу (Волзьку) бригаду Терського козацького війська. 1 серпня 1870 бригаду переформовано у Волзький полк Терського козацького війська, а 24 червня 1882 — поділено на три черги, першочерговий полк мав назву 1-й Волзький полк Терського козацького війська і дислокувався у місті Кам'янець-Подільський.